# Верхняя Анма
Верхняя Анма — река в Томской области России. Устье реки находится в 2547 км по правому берегу реки Обь. Длина реки составляет 123 км, площадь водосборного бассейна — 640 км². В верхнем течении, от истока и до впадения Анги (67 км от устья), река носит название Большая Соровская. Высота истока — 113 м над уровнем моря.

## Бассейн
- 10 км: Конная (пр)
- 17 км: Кудрина
- 53 км: Изепце
- 59 км: Оськина (Кулегениха)
  - Богонос
  - 23 км: Узконам
    - Линевка

  - 26 км: Партомогай
- 67 км: Анга
- 73 км: Сор
  - 3 км: Тадамга
- 82 км: Кым

## Данные водного реестра
По данным государственного водного реестра России, относится к Верхнеобскому бассейновому округу, водохозяйственный участок реки — Обь от Новосибирского гидроузла до впадения реки Чулым, без рек Иня и Томь, речной подбассейн реки — бассейны притоков (Верхней) Оби до впадения Томи. Речной бассейн реки — (Верхняя) Обь до впадения Иртыша.